# Viriatos
Viriatos foi o nome genericamente dado aos voluntários portugueses que combateram na Guerra Civil Espanhola (1936-1939) ao lado das forças da Espanha Nacionalista, lideradas pelo General Francisco Franco.  Constituiu mais uma peça na estratégia de claro apoio do Estado Novo à causa nacionalista espanhola.

## Etimologia
"Viriatos" é uma referência a Viriato, líder dos lusitanos contra a invasão romana da península Ibérica no Século II.

## Como começou
Diante da instabilidade política na Espanha, alguns generais principiam o projeto de levantamento militar (el alzamiento) contra o governo da República Espanhola.  A revolta de 17-18 de Junho de 1936 espalha-se por todo o país. O controlo dos generais conservadores inicia-se com as tropas estacionadas em Marrocos, lideradas pela elite castrense, e consegue depois o domínio de muitas guarnições na metrópole. Dentre os 35 000 homens que o perfazem, estão as Bandeiras da Legião, composto com grande número de pessoas estrangeiras. Na Legião, o maior grupo de estrangeiros é formado por portugueses,  como parte da "Missão Militar Portuguesa de Observação em Espanha", eufemisticamente apelidada pelo regime.

## Forma de participação
Ao contrário do que é frequentemente referido, na Guerra Civil Espanhola nunca houve um corpo autónomo de tropas portuguesas designado como Legião Viriato.
Os voluntários portugueses combateram integrados nos diversos corpos militares nacionalistas: Bandeiras da Legião Estrangeira, milícias da Falange e dos Requetés, aviação ou unidades regulares do exército.
Na aviação, destacaram-se pilotos como José Adriano Pequito Rebelo, Sepúlveda Veloso e Simão Aranha.
Entre os dinamizadores desta participação destacou-se o capitão de artilharia Jorge Botelho Moniz, que era também na altura o presidente do Rádio Clube Português.

## Número de voluntários
O seu número total é matéria ainda controversa. Uma estimativa cautelosa aponta para um número máximo de 6 000.

## Posição do Governo
Esta intervenção portuguesa na Guerra Civil Espanhola ao lado dos nacionalistas não teve caráter oficial, embora recebesse, por várias formas, apoio do Governo de Salazar. Entre os seus membros constaria por exemplo, o futuro subsecretário Jaime Filipe da Fonseca.